# Malimbe becblau
El malimbe becblau (Malimbus nitens) és un ocell de la família dels ploceids (Ploceidae).

## Hàbitat i distribució
Viu entre la malesa del bosc, normalment empantanegat a les terres baixes del Senegal, Gàmbia, sud-oest de Mali, Guinea Bissau, Guinea, Sierra Leone, Libèria, Costa d'Ivori, Burkina Faso, Ghana, Togo, Benín, Nigèria, sud de Níger, sud de Camerun, Guinea Equatorial, el Gabon, República del Congo, Cabinda, nord-oest d'Angola, sud-oest de la República Centreafricana, nord i nord-est de la República Democràtica del Congo, oest d'Uganda i sud-oest, centre i est de la República Democràtica del Congo.